# Xanthoparmelia suberadicata
Xanthoparmelia suberadicata är en lavart som först beskrevs av Henry des Abbayes och som fick sitt nu gällande namn av Mason Ellsworth Hale. 
Xanthoparmelia suberadicata ingår i släktet Xanthoparmelia och familjen Parmeliaceae. Inga underarter finns listade i Catalogue of Life.